# Walt McKechnie
Walter Thomas John McKechnie (London, 19 giugno 1947) è un ex hockeista su ghiaccio canadese.
Nel corso della propria carriera giocò per otto diverse formazioni della National Hockey League.

## Carriera
McKechnie fu scelto in sesta posizione assoluta dai Toronto Maple Leafs nell'NHL Amateur Draft 1963 quando aveva ancora sedici anni. A livello giovanile giocò con i London Nationals per poi esordire da professionista con i Phoenix Roadrunners of the WHL nella stagione 1967-68. Nel febbraio del 1968 esordì in National Hockey League con i Minnesota North Stars, alternando nelle stagioni successive presenze con diverse formazioni affiliate ai North Stars.
Nel 1971 McKechnie passò ai California Golden Seals, arrivando a quota 52 punti ottenuti nella stagione 1973-74. Nel giugno del 1974 fu coinvolto in uno scambio di mercato che lo vide scelto dai New York Rangers e immediatamente ceduto ai Boston Bruins in cambio di Derek Sanderson. Dopo alcune difficoltà ad inserirsi nella squadra passò ai Detroit Red Wings. Nella stagione 1975-76 stabilì il proprio primato personale con 26 reti e 82 punti in stagione regolare, risultando il miglior marcatore della propria squadra. Un anno più tardi fu chiamato dalla nazionale canadese per giocare i mondiali del 1977.
Nelle stagioni successive McKechnie continuò a cambiare numerose squadre, accomunate dal fatto di essere fra le più deboli della NHL. Nel 1977 dopo un breve periodo con i Washington Capitals passò ai Cleveland Barons. Un anno dopo si trasferì ai Toronto Maple Leafs, mentre nel 1980 andò ai Colorado Rockies. Dopo essere ritornato per due stagioni ai Detroit Red Wings McKechnie trascorse la stagione 1983-84 nella Central Hockey League con i Salt Lake Golden Eagles, per poi ritirarsi dall'attività agonistica.

## Palmarès

### Individuale
- WHL Rookie of the Year: 1

1967-1968